# Bulat-Pestivien
Bulat-Pestivien (bret. Bulad-Pestivien) – miejscowość i gmina we Francji, w regionie Bretania, w departamencie Côtes-d’Armor.
Według danych na rok 1990 gminę zamieszkiwało 446 osób, a gęstość zaludnienia wynosiła 14 osób/km² (wśród 1269 gmin Bretanii Bulat-Pestivien plasuje się na 858. miejscu pod względem liczby ludności, natomiast pod względem powierzchni na miejscu 249.).